# Denarij
Denarij (latinsko denarius, mn. denarii), majhen rimski srebrn kovanec, ki so ga začeli kovati med drugo punsko vojno leta 211 pr. n. št.. Postal je najbolj pogost kovanec v rimskem denarnem sistemu, vendar je zaradi zmanjševanja mase in vsebnosti srebra počasi izgubljal svojo vrednost, dokler ga ni na začetku 3. stoletja n. št. zamenjal dvojni denarij, imenovan antoninijan.   
Beseda denarij izhaja iz latinskega izraza dēnī – vsebuje deset (delov), ker je bil vreden deset asov (sredi 2. stoletja pr. n. št. so ga prevrednotili na šestnajst asov ali štiri sesterce). Beseda bi lahko nastala tudi iz besede dinar.

## Zgodovina
Predhodnika denarija so začeli kovati leta 269 pr. n. št., pet let pred prvo punsko vojno. V povprečju je tehtal 6,8 grama ali 1⁄48 rimskega funta. Rimljani so pred tem kovali samo bronast denar, potrebo po srebrnem denarju pa je sprožilo trgovanje z Grki. Predhodnik denarija je bil zelo podoben grški didrahmi in drahmi, ki so jo kovali v Metapontu in drugih grških mestih v južni Italiji. Uporabljali so ga predvsem za trgovanje. V Rimu se je uporabljal zelo redko. 
Prvi srebrniki, ki so bili prepoznavno rimski, so se pojavili okoli leta 225 pr. n. št.. Klasični zgodovinarji so jih v pretekosti včasih imenovali denariji, sodobni numizmatiki pa jih  uvrščajo med kvadrigate (iz latinskega quadriga – četverovprega), ker je bila na reverzu upodobljena četverovprega ali biga. Kovanec je postal prototip za večino rimskih srebrnikov, ki so jih kovali v naslednjih 150 letih.
Rimljani so okoli leta 211 pr. n. št. prenovili svoje kovance in poleg denarija uvedli kratko živeči razvrednoteni denarij, imenovan viktoriat (victoriatus).  Viktoriat je vseboval v povprečju samo 4,5 grama ali 1⁄72 rimskega funta srebra in je skozi celo obdobje Rimske republike tvoril hrbtenico njenega denarnega sistema.
Vrednost denarija je proti koncu republikanskega obdobja začela slabeti. Med vladanjem cesarja Avgusta (27 pr. n. št.-14 n. št.) je vseboval samo še 3,9 grama ali teoretično 1⁄84 rimskega funta srebra. Takšen je ostal do vladavine cesarja Nerona, ko se je vsebnost srebra zmanjšala na 3,4 grama ali 1⁄96  rimskega funta. Razvrednotenje se je nadaljevalo tudi po Neronu. Pozni rimski cesarji so konec 3. stoletja vsebnost srebra znižali na samo 3 grame.
Denarij je bil na samem začetku vreden 10 asov, kar je dalo srebrniku ime. Okoli leta 141 pr. n. št. so ga zaradi zmanjšanja mase asa prevrednotili na 16 asov. Denarij je ostal glavno rimsko plačilno sredstvo  vse do sredine 3. stoletja n. št., ko ga je zamenjal antoninijan. Zadnja izdaja denarija je bila izdelana iz brona. Kovali so ga med vladavino cesarja Avrelijana od leta 270 do 275  in v prvih letih vladavine cesarja Dioklecijana.

## Primerjava vrednosti in vsebnosti srebra
Za obdobje pred 20. stoletjem so tudi zelo grobe primerjave vrednosti denarja zelo problematične, ker so bili razpoložljivi proizvodi in usluge ter cene kovin zelo drugačni.
Klasični zgodovinarji pogosto trdijo, da je bila v pozni Rimski republiki in zgodnjem cesarstvu dnevnica nekvalificiranega delavca in navadnega vojaka en denarij. Poskusna primerjava s sedanjim stanjem v Republiki Sloveniji bi izgledala približno takole: po podatkih Statističnega urada Republike Slovenije je v Sloveniji maja 2013 najnižja povprečna neto plača na področju "druge raznovrstne poslovne dejavnosti" znašala 692,09 €, se pravi 30,09 € na dan. Primerjava na osnovi vsebnosti in trenutne cene srebra je povsem drugačna. Masa srebra v denariju v obdobju cesarstva je bila 50 granov ali 1/10 fine unče, se pravi 3,11 grama. Pri današnji ceni srebra 528,01 €/kg (brez DDV)  bi bila njegova dnevnica vredna komaj 1,67 €. 
Vsebnost srebra v denariju je bila odvisna od politiščnih in gospodarskih okoliščin. Med Galienovo vladavino je bil denarij bakren in prevlečen s tenko plastjo srebra.

## Zapuščina
Denarij se je tudi potem, ko se ni več koval, uporabljal kot obračunska enota. Njegov naziv se je uporabljal tudi za kasnejše rimske kovance na način, ki ni povsem razumljiv. 
Njegova sodobna zapuščina je na primer črka "d" kot okrajšave za "denarij" na britanskih penijih, izdanih pred letom 1971. V Franciji se je po njem imenoval srednjeveški denier, v arabskem svetu pa dinar. Arabci so naziv uporabljali že v predislamskem obdobju in ga še vedno uporabljajo v več arabsko govorečih državah (Alžirija, Bahrajn, Irak, Jordanija, Kuvajt, Libija in Tunizija). Dinar je bil osnovna valuta  tudi v Kneževini Srbiji, Kraljevini Srbiji, Kraljevini Srbov, Hrvatov in Slovencev in v in se še vedno uporablja v sedanji Republiki Srbiji. Iz imena denarij izhaja tudi ime makedonske valute denar. Iz rimske denarija so nastale slovenska beseda denar, italijanska denaro, španska dinero in portugalska dinheiro, ki pomenijo denar.

## Vrednost
Bolj stabilen kot denarij je bil rimski zlati aureus, ki se zaradi visoke vrednosti v dnevnih poslih ni uporabljal prav pogosto. Numizmatiki domnevajo, da se je uporabljal na primer za plačilo bonitet legijam ob nastopu novih cesarjev. Aureus je bil vreden 25 denarijev, drugi rimski kovanci pa so imeli naslednje vrednosti:
1 zlati aureus = 2 zlata kvinarija = 25 srebrnih denarijev = 50 srebrnih kvinarijev = 100 bronastih sestercev = 200 bronastih dupondijev = 400 bakrenih asov = 800 bakrenih semisov = 1600 bakrenih kvandransov
Sveto pismo omenja, da je bil denarij dnevno plačilo za delavca brez poklica. V Svetem pismu je posredno navedena tudi njegova vrednost: z njim si lahko kupil kvart (1,106 L) pšenice ali tri kvarte ječmena.